# Д-512
Д-512 — автогрейдер, серийно производившийся в 1963—1966 годах Пайдеским филиалом Таллинского экскаваторного завода (с 1975 года производственное объединение «Таллэкс»). Пробная партия изготовлена в 1962 году. Являлся наследником автогрейдеров серии «В», производившихся в Пайде с 1947 года. Производство прекращено в связи с перепрофилированием завода под выпуск комплектующих для траншейных экскаваторов и экскаваторов-дреноукладчиков, выпускавшихся головным предприятием.

## История
Производство автогрейдеров на пайдеском заводе началось вскоре после войны. В середине 1940-х годов под руководством Арнольда Вольберга (эст. Arnold Volberg) на базе грузового автомобиля ГАЗ-АА был сконструирован первый советский автогрейдер В-1. Буква «В» в названии автогрейдера указывала на имя его конструктора. В последующие несколько лет на предприятии продолжалось создание новых вариантов, последовательно были выпущены модели В-2 — В-6 и, наконец, более тяжёлый В-8. Все эти автогрейдеры были двухосными и оснащались бензиновым двигателем. В 1950 году предприятие было переименовано в Пайдеский завод дорожных машин. В начале 1950-х годов завод приступил к выпуску трёхосного автогрейдера Э-6-3 (альтернативный индекс В-6-3) на базе агрегатов грузовика ГАЗ-51. Через несколько лет его сменила модель В-10, оснащённая дизельным мотором Д-54 от трактора ДТ-54.
В 1958 году был утверждён ГОСТ на автогрейдеры; модель В-10 этому стандарту не удовлетворяла, и возникла необходимость в создании новой модели. В следующем году под руководством главного конструктора завода Виллема Гросса (эст. Villem Gross) началась разработка нового автогрейдера, соответствующего действовавшим нормам. В качестве двигателя был взят четырёхцилиндровый вихрекамерный дизель СМД-14 от трактора Т-74. Впервые на пайдеском заводе новая модель была оснащена гидроусилителем руля. Модель получила индекс Д-512, испытательный экземпляр был готов весной 1961 года. Пробная партия была изготовлена к концу 1962 года. В этом же году Пайдеский завод дорожных машин был переподчинён Таллинскому экскаваторному заводу. Серийное производство нового автогрейдера началось в 1963 году.
Автогрейдер Д-512 производился до 1966 года, всего было изготовлено 1675 (по другим данным 1676) машин. К середине 1960-х годов возникла необходимость в увеличении выпуска траншейных и дренажных экскаваторов головным предприятием. В связи с этим производство автогрейдеров было свёрнуто, и завод в Пайде был перепрофилирован под изготовление комплектующих для Таллинского экскаваторного завода. Одновременно прекратилось производство погрузчиков-бульдозеров Д-442 в Таллине.

## Технические особенности
Автогрейдер Д-512 представляет собой трёхосную самоходную машину с двумя ведущими осями и предназначен для строительства дорог в средних и лёгких грунтах, а также для текущего и среднего ремонта грунтовых и гравийно-щебёночных дорог. Машина может выполнять следующие работы: планирование дорожного полотна, возведение насыпей из боковых резервов, устройство кюветов глубиной до 60 сантиметров треугольного и трапецеидального сечения, планирование откосов, смещение асфальтового покрытия, разрыхление твёрдых грунтов и старого асфальтового покрытия, очистка от снега дорог и площадей.
Автогрейдер оснащён двигателем СМД-14А мощностью 75 л. с. (55 кВт), в нём использована коробка передач трактора ДТ-54А. На машине установлены шины общего назначения 1200—104, при этом на задний мост могут быть установлены арочные шины 1140—700 модели Я-146. Благодаря пониженному давлению (1,8—2,2 кгс/см² против 4—5,5 кгс/см² в обычных шинах) арочные шины обладают повышенной проходимостью, они предназначены для работы на слабых грунтах. Коробка передач обеспечивает 12 скоростей при движении вперёд и назад. Управление рабочими органами автогрейдера гидравлическое. Отвал может поворачиваться на углы до 360 градусов, что позволяет машине работать при движении задним ходом. Тяговая рама поворачивается в сторону на угол до 90 градусов. Рулевое управление автогрейдера снабжено гидроусилителем. Тормоза имеют пневматический привод, для их включения может быть использована мощность двигателя.

## Основные характеристики
В таблице приведены основные технические характеристики автогрейдера Д-512.
| Модель                                     | Д-512                        |
| ------------------------------------------ | ---------------------------- |
| Длина отвала, мм                           | 3165                         |
| Высота отвала, мм                          | 600                          |
| Наибольшая величина заглубления отвала, мм | 150                          |
| Угол поворота тяговой рамы в сторону, град | 90                           |
| Угол резания, град                         | 30—85                        |
| Глубина резания, мм                        | 150                          |
| Марка двигателя                            | СМД-14                       |
| Мощность, л. с. (кВТ)                      | 75 (55)                      |
| Рабочая скорость, км/ч                     | вперёд 2,1—36,2 назад 2,2—36 |
| Количество колёс                           | 6                            |
| Количество ведущих колёс                   | 4                            |
| Размер шин, дюйм                           | 12×20                        |
| Давление в шинах, кгс/см²                  | 4—5,5                        |
| Давление в гидросистеме, ат                | 70                           |
| Управление рабочими органами               | Гидравлическое               |
| Длина, м                                   | 7,500                        |
| Ширина, м                                  | 2,250                        |
| Высота, м                                  | 3,100                        |
| Масса, кг                                  | 9000                         |

## Память
- Экземпляр грейдера Д-512 находится в экспозиции Эстонского дорожного музея[12].
- Экземпляр грейдера Д-512 (произведён в 1965 году) находится в экспозиции Приюта старой техники Ярва-Яани[13].